# Новицкий, Иосиф Иосифович
Иосиф Иосифович Новицкий (1847—1917) — член Государственного совета, сенатор, тайный советник.

## Биография
Родился 14 (26) апреля 1847 года. Потомственный дворянин Орловской губернии.
Высшее образование получил в Санкт-Петербургском технологическом институте, курс которого он окончил в 1868 году со званием технолога 1-го разряда, а по представлении в учебный комитет диссертации в 1878 году получил звание инженера-технолога.
В 1870 году начал государственную службу по департаменту неокладных сборов Министерства финансов, где и протекла вся его 35-летняя деятельность. Начав с самых младших должностей, он дошёл до должности начальника Главного управления неокладных сборов.
В 1894 году был произведён в действительные статские советники; в 1901 году — в тайные советники.
С 1902 года — помощник начальника, с 7 марта 1905 года — начальник Главного управления неокладных сборов и казенной продажи питей.
В 1906 году он был назначен сенатором, с оставлением в должности начальника главного управления в министерстве финансов.
С 6 декабря 1907 года был назначен товарищем министра финансов, с оставлением в звании сенатора; 1 февраля 1914 года назначен членом Государственного совета и с 19 мая освобождён от должности товарища министра финансов.
Из высших наград Российской империи имел: орден Св. Александра Невского (1913), орден Белого орла (1911), орден Св. Владимира 2-й ст. (1906), орден Св. Анны 1-й ст. (1904), орден Св. Станислава 1-й ст. (1899).
Умер 4 (17) февраля 1917 года.

## Семья
- Жена: Любовь Яковлевна Киркор (1862—1937[2])
- Дочери: Лидия Иосифовна (в замужестве Олавская; 1888—1975), историк, библиограф; София Иосифовна (1894—1929?), была первой женой В. В. Вейдле[3]; Вера Иосифовна[4].
- Сын: Владимир Иосифович Новицкий (1890—1968[5]), камер-юнкер Высочайшего Двора, надворный советник, с 22 апреля 1913 года женат[6] на Марии Ивановне фон Шведер (1888—?), дочери тайного советника, члена Совета министра финансов Ивана Борисовича фон Шведера.
  - Внук: Алексей Владимирович Новицкий (1915[7]—?)